# بيربوتيرول
بيربوتيرول (بالإنجليزية: Pirbuterol)‏ هو دواء يُستعمل في علاج:
- الربو[7]

## دوره
يلعب هذا الدواء دورًا في علاج الأمراض كونه:
- ناهضات بيتا-2 الأدرينالية
- ناهض مستقبلات بيتا 2
- موسع قصبي